# 950 Ahrensa
A 950 Ahrensa (ideiglenes jelöléssel 1921 JP) a Naprendszer kisbolygóövében található aszteroida. Karl Wilhelm Reinmuth fedezte fel 1921. április 1-jén, Heidelbergben.